# Schadzka ziemiańska
Schadzka ziemiańska – utwór poetycki Piotra Zbylitowskiego wydany Krakowie w 1605.
Utwór ukazuje ideał życia ziemianina i stanowi pochwałę mierności rozumianej jako akceptacja rzeczywistości, unikanie nadmiernych spekulacji i dociekań rozumowych. Zdaniem autora szlachcic powinien zachowywać trzeźwość umysłu, gromadzić dobra tylko w określonych granicach, prowadzić spokojne, harmonijne i niezależne życie w swoich dobrach wiejskich.